# Estêvão II de Blois
Estêvão II (c. 1045 – 19 de maio de 1102) foi o Conde de Blois e Chartres de 1089 até sua morte. Era filho do conde Teobaldo III e sua esposa Gersenda do Maine.

## Biografia
Herdou o Condado de Blois do seu pai em 1089 e foi como titular do condado que partiu como um dos líderes da Primeira Cruzada que partiu para a Terra Santa em 1096 e registou os acontecimentos em tom entusiástico na abundante correspondência que trocou com Adela da Normandia, sua esposa sobre as evolução da guerra.
Estêvão II era o chefe do conselho militar cruzado, no Cerco de Niceia, em 1097.
Em 1098 foi obrigado a regressar à Europa por motivos de saúde depois do cerco de Antioquia. O seu voto de cruzado, que incluía a conquista de Jerusalém, não foi cumprido e, em 1101, Estêvão viajou de novo para o Oriente, pressionado pela esposa, para fazer uma segunda peregrinação, juntando-se assim à cruzada de 1101, na companhia de outros que também tinham voltado para casa prematuramente.
Em 1102, Estêvão foi morto na Segunda Batalha de Ramla, durante o Cerco de Ascalão, tendo 57 anos de idade.

## Relações familiares
Foi filho de Teobaldo III de Blois que foi conde de Blois, Meaux e Troyes, e de Garsinde de Maine. Casou em 1080 com Adela da Normandia, uma das filhas de Guilherme I de Inglaterra "o Conquistador", rei de Inglaterra e de Matilde da Flandres, de quem teve:
1. Guilherme de Sully (1082 - 1150) casou com Inês de Sully.
2. Eleonora de Blois, que se casou com Raul I de Vermandois (1085 — 14 de outubro de 1152).
3. Teobaldo IV de Blois,[5] conde de Blois (1085 -?) casou com Matilde da Caríntia (1090 -?), filha de Engelberto II de Sponheim, duque da Caríntia.
4. Estêvão de Inglaterra, rei de Inglaterra, (1096 -?) casado com Matilde I de Bolonha (1110 - 3 de maio de 1151).
5. Henrique de Blois, Bispo de Winchester.
6. Alice de Blois (1100 -?)
7. Eudes de Blois, morreu novo.
8. Humberto de Blois .